# Una vídua d'or
Una vídua d'or (títol original en francès: Une veuve en or) és una pel·lícula de Michel Audiard estrenada el 1969. Ha estat doblada al català.

## Argument
Una dona intenta fer eliminar el seu marit per heretar la fortuna del seu oncle 100.000.000 dòlars, que només podrà rebre en quedar viuda, altrament els diners aniran a parar a una secta.

## Repartiment
- Michèle Mercier: Delphine Berger
- Claude Rich: Antoine Berger
- André Pousse: Pierrot
- Jacques Dufilho: Joseph
- Sim: el Vecchio
- Roger Carel: Aristophane
- Jean-Pierre Darras: El director de Murder Incorporeted
- Folco Lulli: el Sicilien
- Jean Carmet: un bretó
- Robert Lombard: un bretó
- Dominique Zardi: un bretó
- Daniel Ceccaldi: el conservador
- Mario David: Sigmund
- Ibrahim Seck: Siegfried
- Jacqueline Doyen: la vident
- Bernard Musson: el majordom
- Michel Audiard: el venedor de France-Soir
- Alain Mottet: el notari

## Al voltant de la pel·lícula
Segona col·laboració entre Jean Carmet i Michel Audiard com a actor després Faut pas prendre les enfants du bon Dieu per des canards sauvages. Carmet actuarà en totes les pel·lícules Audiard (excepte Vive la France  que és un documental) i segona col·laboració entre Audiard i Jean-Marie Poiré per a l'escriptura del guió.